# يمين جديد

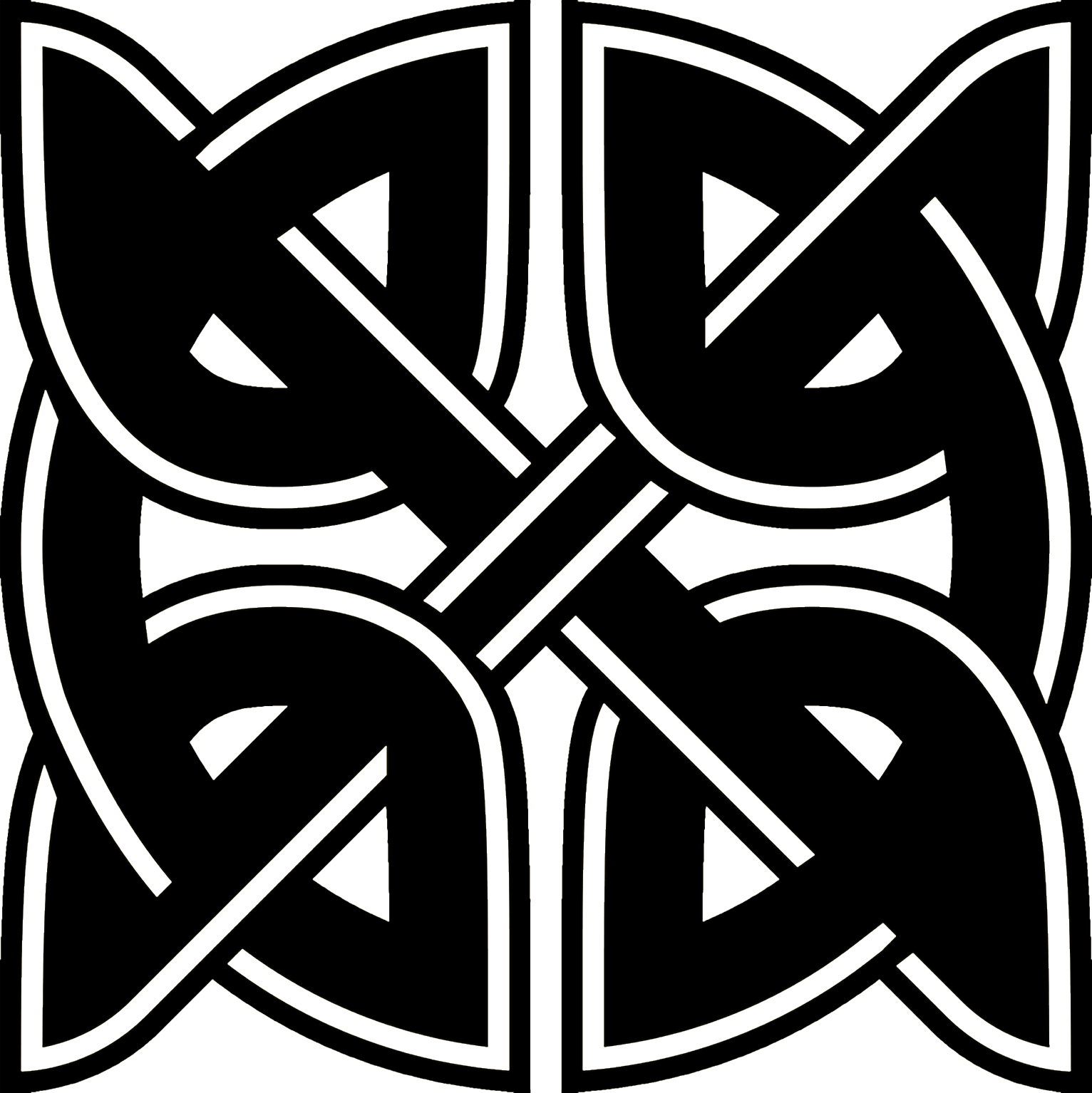
شعار جماعة يمينية

اليمين الجديد مصطلح وصفي لمختلف السياسات أو الجماعات السياسية اليمينية في مختلف البلدان. استُخدم المصطلح أيضًا لوصف ظهور الأحزاب الأوروبية الشرقية بعد انهيار الاتحاد السوفيتي والشيوعية.

## نبذة تاريخية
ظهرت كلمة «يمين جديد» أثناء حملة باري جولدواتر الرئاسية في عام 1964 للإشارة إلى «نشوء اليمين النشط، كرد فعل لليبرالية (بمفهومها الأمريكي: [ليبرالية اجتماعية])، وهو يمين محافظ متشدد، ومشبع بالقيم الدينية، وشعبوي على نحو علني، ومناهض للمساواة، وغير متسامح مع إلغاء التمييز العنصري». أشاع ريتشارد فيغيري المصطلح، ثم استُخدم المصطلح في وقت لاحق لوصف حركة أوسع نطاقًا في العالم الناطق باللغة الإنجليزية: المحافظون اجتماعيًا مؤيدو الدولة الحارسة، مثل رونالد ريغان، أو مارغريت تاتشر، أو حزب نيوزيلندا أولًا. مع ذلك، وحسبما يشير جان إيف كامو ونيكولس ليبورغ، فإن هذه النزعة لم يكن لها سوى عدد قليل من القواسم المشتركة مع «اليمين الأوروبي الجديد»، الموجود منذ ستينيات القرن العشرين، والمستلهم من الثوري المحافظ مولر فان دن بروك أكثر من الكلاسيكي الليبرالي آدم سميث.

## اليمين الجديد في البلدان المختلفة

### الولايات المتحدة
في الولايات المتحدة يشير اليمين الجديد إلى ثلاث حركات سياسية محافظة مختلفة تاريخيًا. تختلف هذه الحركات اليمينية الجديدة وتتعارض مع التقاليد الأكثر اعتدالًا والتي يتبناها من يسمون بجمهوريي روكفلر. يختلف اليمين الجديد أيضًا عن اليمين القديم (1933-55) في القضايا المتعلقة بالسياسة الخارجية، إذ يعارض المحافظون الجد اليمين القديم في سياسة عدم تدخلية الولايات المتحدة.

#### اليمين الجديد الأول
تمحور اليمين الجديد الأول (1955-1964)، وفقًا لمجلة وليام إف. باكلي التحريرية ناشونال ريفيو، حول الليبرتاريين اليمينيين، والتقليديين، والمناهضين للشيوعية. استخدم علماء الاجتماع والصحفيون مصطلح اليمين الجديد منذ خمسينيات القرن العشرين؛ وقد استخدمه المجموعة الطلابية الناشطة، الشباب الأمريكي من أجل الحرية، لأول مرة بوصفه تعريفًا ذاتيًا للهوية في عام 1962.
تبنى اليمين الجديد الأول ما أسماه «الاندماجية»، وهي (توليفة ظاهرية للاقتصاديات الليبرالية الكلاسيكية، والقيم الاجتماعية التقليدية، ومناهضة الشيوعية)، وقد تجمعوا في السنوات السابقة لحملة باري جولدواتر الرئاسية في عام 1964. كانت حملة باري جولدواتر، التي فشلت في الإطاحة بالرئيس الحالي آنذاك ليندون بي. جونسون، سببًا في التعجيل بتشكيل حركة سياسية جديدة.

#### شخصيات اليمين الجديد الأول
- ويليام إف. باكلي جونيور- محرر مجلة ناشيونال ريفيو
- فرانك ماير- ليبرتاري معادي للشيوعية ومؤسس النظرية السياسية «الاندماجية»
- جيمس بيرنهام- منظر سياسي معادي للشيوعية
- إم. ستانتون إيفانز- صحفي وكاتب بيان شارون الخاص بجمعية الشباب الأمريكي من أجل الحرية
- باري جولدواتر- عضو مجلس الشيوخ الأمريكي عن ولاية أريزونا والمرشح الجمهوري للرئاسة الأمريكية

#### اليمين الجديد الثاني
تأسس اليمين الجديد الثاني (1964-2014) في أعقاب حملة جولدواتر، وكانت نبرته وأسلوبه أكثر شعبوية من اليمين الجديد الأول. يميل اليمين الجديد الثاني إلى التركيز على المسائل الحساسة والمثيرة للجدل (مثل الإجهاض) وغالبًا ما يرتبط باليمين الديني. شكل اليمين الجديد الثاني نهجًا سياسيًا وأدوات انتخابية، كانت سببًا في فوز رونالد ريغان في الانتخابات الرئاسية لعام 1980. جرى تنظيم اليمين الجديد في معهد المشروع الأمريكي لأبحاث السياسة العامة ومؤسسة هيريتدج لمواجهة ما يسمى «المؤسسة الليبرالية». في مراكز الفكر النخبوية ومنظمات المجتمع المحلي على حد سواء، صيغت سياسات جديدة، واستراتيجيات تسويقية، واستراتيجيات انتخابية على مدى العقود التالية لتعزيز، على نحو قوى، السياسات المحافظة.

#### شخصيات اليمين الجديد الثاني
- رونالد ريغان- الرئيس الأربعون للولايات المتحدة، وممثل، والحاكم الثالث والثلاثون لكاليفورنيا، وزعيم نقابي.
- جورج اتش دبليو بوش- الرئيس الحادي والأربعون للولايات المتحدة، وسفير الولايات المتحدة لدى الأمم المتحدة، ومدير المخابرات المركزية، ورجل أعمال، وإنسانوي.
- جورج دبليو بوش- الرئيس الرابع والأربعون للولايات المتحدة.
- ريتشارد فيغيري- ناشط في البريد السياسي المباشر.
- هوارد فيليبس- مؤسس تكتل المحافظين.
- روبرت غرانت- ناشط اليمين المسيحي ومؤسس جمعية الصوت المسيحي السياسية.
- تيري دولان- مؤسس اللجنة الوطنية للعمل السياسي المحافظ.
- فيليس شلافلي- ناشطة مناهضة للنسوية ومؤسسة جماعة الضغط: إيجل فوريم.
- نيوت جينجريتش- عضو سابق في الكونغرس، ورئيس سابق لمجلس النواب، ومرشح لرئاسة الولايات المتحدة، ومؤلف.
- بول ويريتش- مؤسس مؤسسة هيريتدج ومؤسسة الكونغرس الحر.

#### اليمين الجديد الثالث
منذ عام 2014، استُخدم مصطلح اليمين الجديد في بعض الأحيان لوصف مجموعة من الشباب المحافظين، والليبرتاريين اليمينيين، والليبراليين الكلاسيكيين، والمحافظين القوميين، والمحافظين القدامى، ومناصري الرئيس الأمريكي دونالد ترامب.

#### شخصيات اليمين الجديد الثالث
- دونالد ترامب- رئيس الولايات المتحدة، ورجل أعمال، وشخصية تلفزيونية سابقة.
- مايك بنس- الحاكم السابق لإنديانا ونائب رئيس الولايات المتحدة.
- أندرو بريتبارت ــ ناشر محافظ، وكاتب، وناقد، ومؤسس الشبكة الإخبارية بريتبارت. غالبًا ما يوصف بأنه مؤسس اليمين الجديد الثالث.
- تاكر كارلسون- ناقد سياسي محافظ، ومراسل، ومؤلف، وكاتب عمود يقدم برنامج حواري سياسي ليلي باسم تاكر كارلسون تونايت على قناة فوكس نيوز.
- ستيف بانون- كبير الاستراتيجيين السابق في البيت الأبيض للرئيس دونالد ترامب، ومسؤول تنفيذي في ميدان الإعلام، شخصية سياسية، مصرفي استثماري سابق، والرئيس التنفيذي السابق لـشبكة بريتبارت الاخبارية.
- مارك لفين- محام أمريكي، ومؤلف، وشخصية إذاعية. مقدم البرنامج الإذاعي واسع الانتشار ذا مارك لفين شو، بالإضافة إلى برنامج لايف، ليبرتي آند لفين على قناة فوكس نيوز.
- بين شابيرو- ناقد سياسي محافظ، وكاتب، ومحامي، ورئيس تحرير صحيفة ذا ديلي واير.
- ستيفن كراودر- ناقد سياسي كندي أمريكي محافظ، وممثل، وكوميديان. مقدم برنامج لاودر ويز كراودر.
- جينين بيرو- شخصية تلفزيونية، ومؤلفة، وقاضية سابقة، ومدعية عامة، وشخصية سياسية جمهورية من نيويورك. والمقدمة الحالية لبرنامج جستس ويز جادج جينين على قناة فوكس نيوز.
- ألكس جونز- مقدم برنامج إذاعي في تكساس وصاحب نظرية المؤامرة. مقدم برنامج ذي ألكس جونز شو ومُنشئ برنامج إنفو ورز، ونيوز ورز، وبريزون بلانت.
- غافن ماكننيس- كاتب كندي، وممثل، وكوميديان كندي، مؤسس مشارك سابق لشركة فايس ميديا ولمجلة فايس، ومساهم سابق لموقع ريبيل نيوز، ومؤسس جمعية يراود الأولاد المتفاخرين.
- ميلو يانوبولوس- مجادل، وناقد سياسي، ومتحدث عام، وكاتب بريطاني. محرر رئيسي سابق للشبكة الإخبارية بريتبارت.
- تومي لارين- ناقدة سياسية وشخصية تلفزيونية على قناة فوكس نيوز.
- ستيف هيلتون- المستشار السابق لرئيس الوزراء البريطاني ديفيد كاميرون، مقدم برنامج ذا نيكست ريفلوشون على قناة فوكس نيوز.
- جوردان بيترسون- عالم نفس سريري كندي، وبروفيسور علم النفس في جامعة تورنتو.
- ستيفان مولينو- يوتيوبر كندي، بودكاستر ومؤلف.
- إيثان فان سكيفر- شخصية في وسائل التواصل الاجتماعي الأمريكية، ورسام كارتون.
- بول جوزيف واتسون- يوتيوبر إنجليزي، ومذيع راديو، وكاتب، ومحرر متفرغ لبرنامج إنفو ورز.
- كانداس أوينز- ناشطة وناقدة محافظة أمريكية.
- ديف روبين- ناقد سياسي ومقدم برنامج حواري؛ مؤلف ومقدم برنامج ذا روبين ريبورت.
- مايك سيرنوفيتش- ناقد وشخصية في وسائل التواصل الاجتماعي.
- دينيش دسوزا- ناقد محافظ ومخرج أفلام.
- سي جيه بيرسون- ناشط ومستقل.[11]
- فيث غولدي- ناقد سياسي.
- تانيا غرانيك آلن- مناصرة للحقوق الوالدية.
- دينيس براجر- مؤسس قناة اليوتيوب براجر يو، وناقد سياسي.
- غلين بيك- صاحب شركة بلايز ميديا، مقدم البرنامج الإذاعي واسع الانتشار غلين بيك راديو بروغرام، وحازت ستة من كتبه قائمة النيويورك تايمز للكتب الأكثر مبيعًا.
- دوغ فورد- حاكم أونتاريو السادس والعشرون.
- مايكل فوريس- ناقد، ومؤلف، ومدافع.
- ألكسندر تشوغل- ناشط.